# 時鐘座γ
時鐘座γ，又名CP-64 196，HD 17504、SAO 248642、HR 833，是時鐘座的一颗恒星，视星等为5.74，位于銀經284.11，銀緯-49.05，其B1900.0坐标为赤經2h 43m 19.2s，赤緯-64° -49.05′ 26″。